# Ilex imbricata
Ilex imbricata är en järneksväxtart som beskrevs av Henry Hurd Rusby. Ilex imbricata ingår i släktet järnekar, och familjen järneksväxter. Inga underarter finns listade i Catalogue of Life.